# Brombeerkoalition

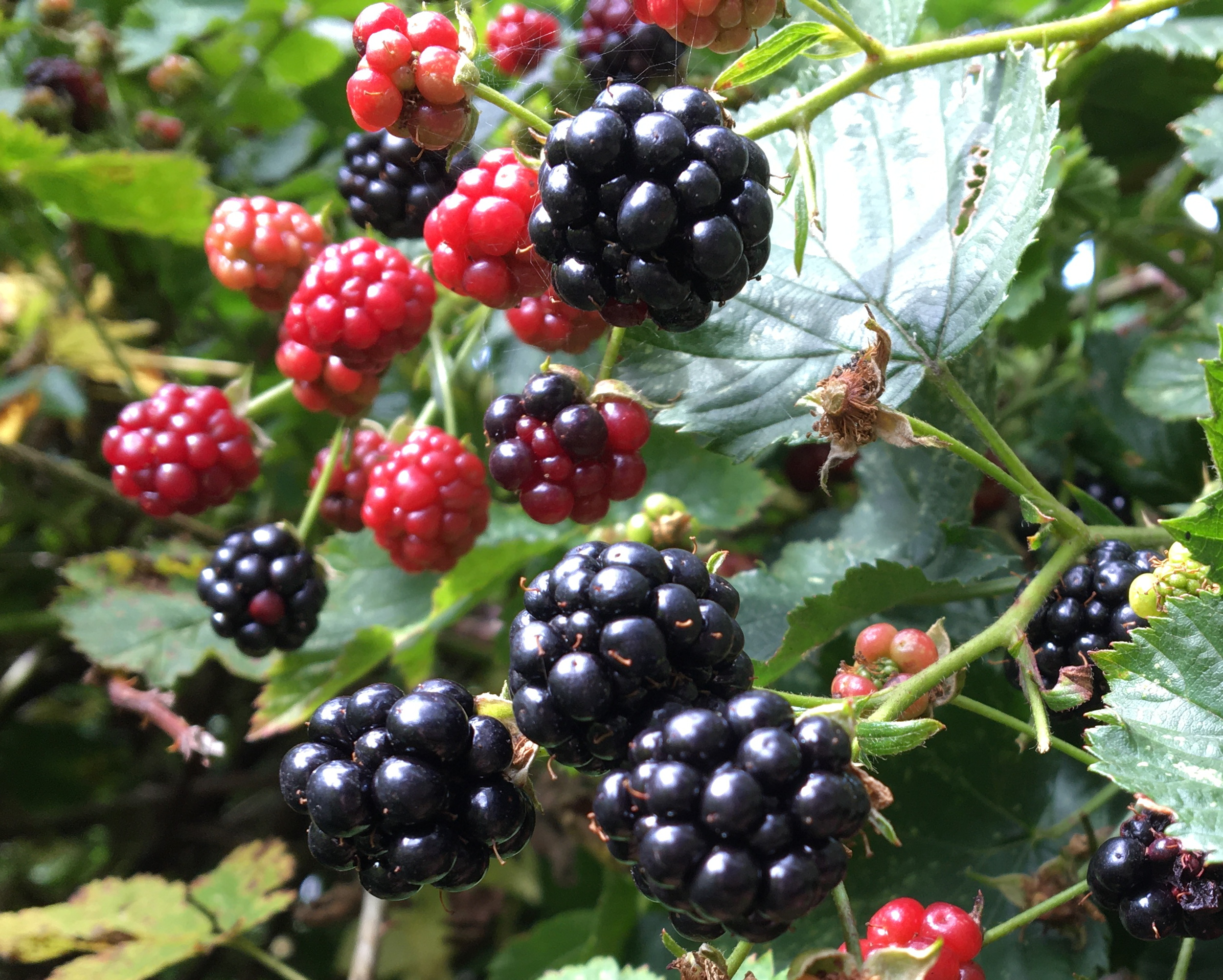
Namensgeber: Brombeeren in verschiedenen Reifegraden

Unter einer Brombeerkoalition (auch schwarz-lila-rote oder rot-lila-schwarze Koalition oder kurz Brombeere genannt) versteht man in Deutschland eine Koalition zwischen der CDU (Parteifarbe schwarz), der SPD (Parteifarbe rot) und dem Bündnis Sahra Wagenknecht (BSW, Parteifarbe lila). Erstmals ins Gespräch gekommen ist diese Konstellation aufgrund der sich vor den Landtagswahlen in Sachsen und Thüringen 2024 abzeichnenden rechnerischen Möglichkeit für solch ein neues Regierungsbündnis. Während die diesbezüglichen Koalitionsverhandlungen in Sachsen scheiterten, regiert in Thüringen seit Dezember 2024 mit dem Kabinett Voigt die deutschlandweit erste Brombeerkoalition.

## Begriff

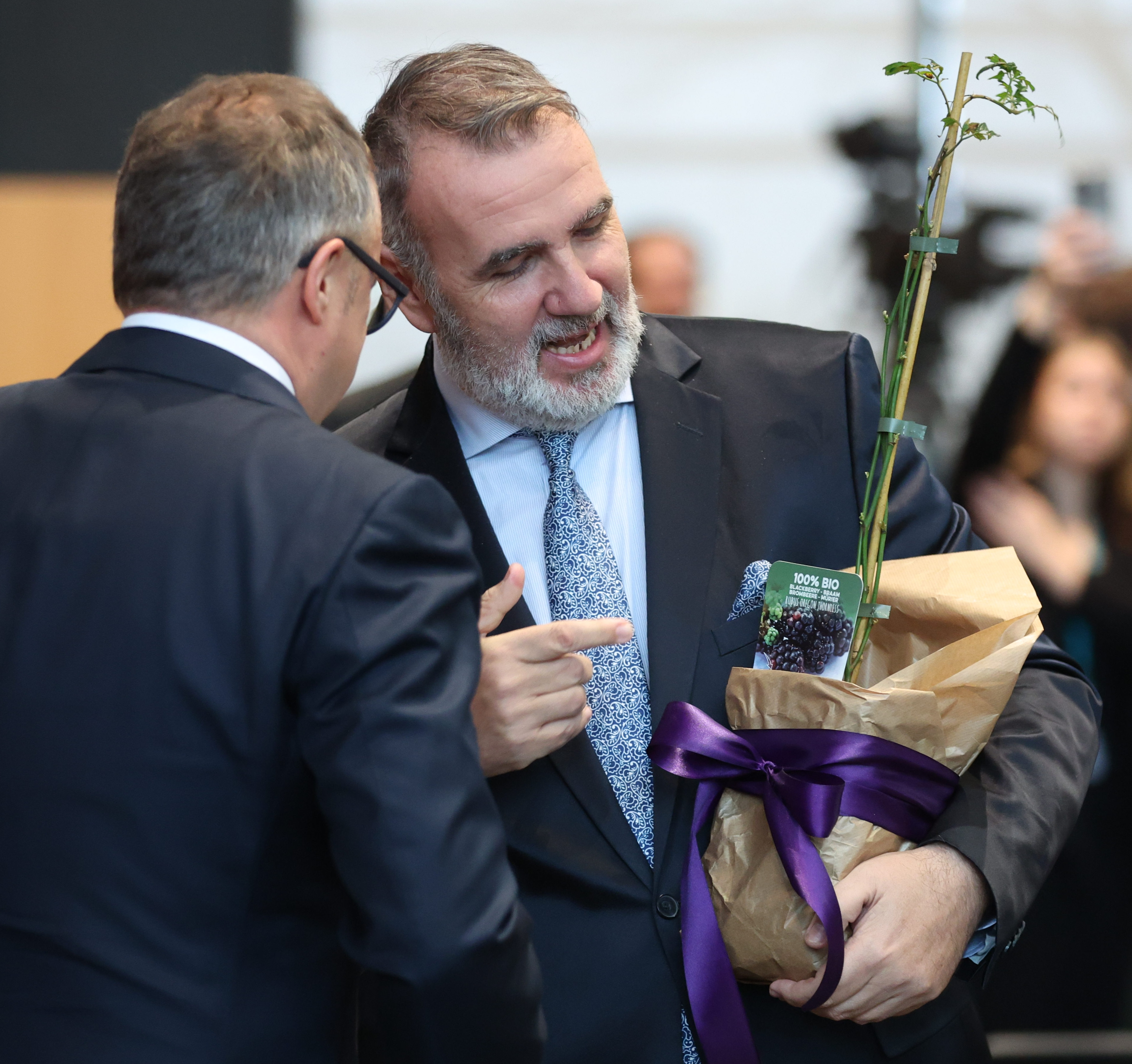
Der Thüringer BSW-Ko-Vorsitzende Steffen Schütz übergibt einen Brombeerstrauch an den durch die nach der Frucht benannten Koalition neu gewählten Ministerpräsidenten Mario Voigt.

Erstmals verwendet wurde der Begriff im August 2024 von dem Politikwissenschaftler Karl-Rudolf Korte in einem Gastbeitrag in der Zeit. Er wurde von zahlreichen Medien aufgegriffen. Spätestens seit den Landtagswahlen in Sachsen und Thüringen am 1. September 2024 hat er sich als Bezeichnung für eine mögliche Regierungskoalition aus CDU, BSW und SPD etabliert. Die Farben der Parteien (Rot, Lila, Schwarz) zielen auf die Frucht in ihren unterschiedlichen Reifegraden ab. Auch die Koalitionäre selbst verwenden den Begriff aktiv für Marketingzwecke.

## Länderebene

### Diskussionen durch die Landtagswahlen in Thüringen und Sachsen 2024
Schon im Vorfeld der Landtagswahlen in Thüringen und Sachsen 2024 wurde anhand der Umfragen über ein mögliches Bündnis aus CDU, SPD und BSW diskutiert. Der CDU-Vorsitzende Friedrich Merz erteilte einem solchen Bündnis zunächst eine Absage, wolle sich damit allerdings nur auf den Bund bezogen haben. Den CDU-Landeschefs wolle er für eine mögliche Zusammenarbeit freie Hand lassen. Aus Teilen der CDU erklangen im Nachgang der Wahl Forderungen nach einem Unvereinbarkeitsbeschluss auch mit dem BSW, der eine solche Koalition unmöglich machen würde. Als weiteres Hindernis für eine schwarz-lila-rote Zusammenarbeit gilt, dass das BSW Waffenlieferungen in die Ukraine und die Stationierung amerikanischer Mittelstreckenraketen in Deutschland in der Landespolitik mitverhandeln möchte, um ein Bekenntnis einer CDU-BSW-SPD-Landesregierung dagegen zu erreichen.

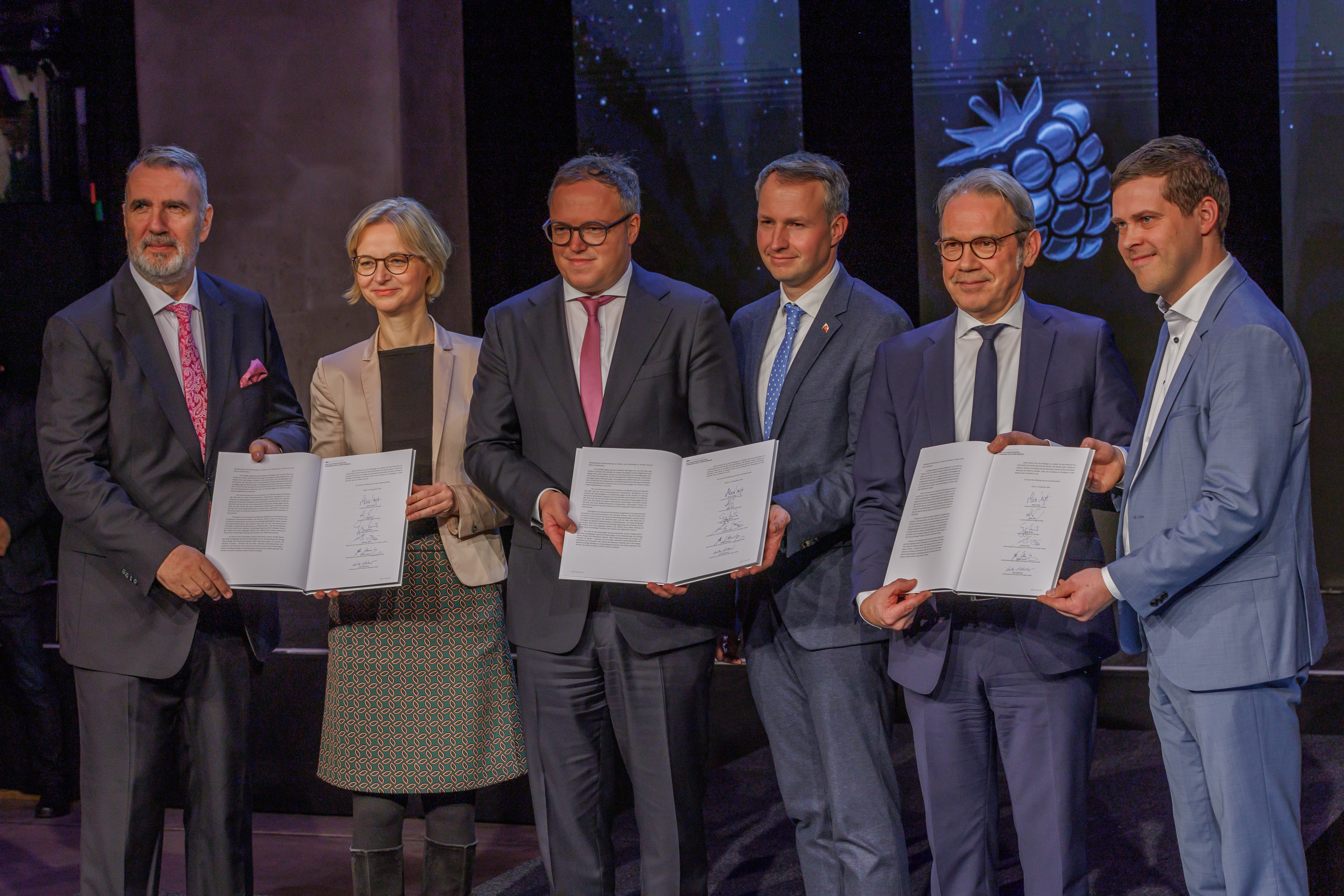
Die Thüringer Brombeer-Koalitionäre nach der Unterzeichnung des Regierungsvertrages. Im Hintergrund eine stilisierte Brombeere.

In Thüringen begannen die Diskussionen über eine schwarz-lila-rote Zusammenarbeit, als sich abzeichnete, dass Grüne und FDP nicht in den Landtag einziehen würden. Die Landtagswahl in Thüringen 2024 ergab für das Bündnis ein Remis in der Sitzverteilung (44:44), so dass es zwar die Mehrheit um einen Sitz verfehlt, aber auch nicht von der Opposition überstimmt werden kann. Angesichts mangelnder Alternativen (Unvereinbarkeitsbeschlüsse der CDU mit AfD und Linken) gingen die betroffenen Parteien in „Optionsgespräche“ genannte Vorverhandlungen für eine mögliche Brombeerkoalition. Zudem führte CDU-Spitzenkandidat Mario Voigt in Berlin Gespräche mit der BSW-Vorsitzenden Sahra Wagenknecht. Es folgte die Aufnahme von Sondierungsgesprächen, ab Ende Oktober 2024 folgten Koalitionsverhandlungen. Der Koalitionsvertrag mit dem Titel „Mut zur Verantwortung. Thüringen nach vorne bringen.“ wurde schließlich am 22. November 2024 vorgestellt. Als wahrscheinlich gilt eine Tolerierung einer solchen Regierung ohne eigene Mehrheit durch die Linkspartei, etwa durch Stimmenenthaltung, da keine zusätzlichen Stimmen benötigt werden. Dieser Punkt unterscheidet die Konstellation auch von der Vorgänger-Minderheitsregierung in Thüringen unter dem linken Ministerpräsidenten Ramelow (siehe Kabinett Ramelow II). Mit der Wahl Mario Voigts zum Ministerpräsidenten am 12. Dezember 2024 nahm das Kabinett Voigt als Brombeer-Koalition in Thüringen seine Arbeit auf.
Bei der parallel stattgefundenen Landtagswahl in Sachsen 2024 erreichte die Brombeerkonstellation eine Mehrheit im neu gewählten Landtag. Ministerpräsident Michael Kretschmer (CDU) brachte diese Art der Zusammenarbeit unmittelbar nach der Wahl ins Gespräch. In der Folge trafen sich Vertreter der Parteien zu hier „Kennenlerngesprächen“ genannten Verhandlungen. Außerdem reiste auch Kretschmer nach Berlin, um mit Sahra Wagenknecht Gespräche zu führen und die Möglichkeit einer schwarz-lila-roten Koalition auszuloten. Ende Oktober 2024 folgte die Aufnahme von Sondierungsgesprächen, die wenige Tage später durch die SPD vorübergehend ausgesetzt wurden, da das BSW im Landtag zusammen mit der AfD für einen Corona-Untersuchungsausschuss gestimmt hatte. Anfang November 2024 erklärte das BSW die Sondierungsgespräche für gescheitert, da man sich „bei der Friedensformel, der Migrationspolitik und dem Thema Finanzen“ nicht einigen konnte.

### Diskussion durch die Landtagswahl in Brandenburg 2024
Vor der Landtagswahl in Brandenburg 2024 war bereits über eine mögliche Mehrheit für ein Brombeer-Bündnis spekuliert worden. Durch das Ausscheiden von Grünen, Linke und BVB/Freie Wähler aus dem Parlament ergab sich diese rot-lila-schwarze Mehrheit auch, allerdings hätte es sich dabei um eine übergroße Koalition gehandelt, da SPD und BSW bereits ohne CDU über eine Mehrheit verfügen (Rot-lila Koalition). Angesichts dessen lehnte die CDU Gespräche für eine Brombeerkoalition ab. Somit kam es zu einer Koalition aus SPD und BSW, die mit 46 von 88 Sitzen über eine knappe Mehrheit verfügen.